# 黃健豪
黃健豪（1988年6月13日—），中華民國政治人物，中國國民黨籍，現任臺中市第五選舉區立法委員，曾任臺中市議會議員、國民黨發言人、國民黨青年團第五任總團長。
2024年，以全市最高票之姿由議員成功挑戰國會席次，是2008年選制變革以來，台中市首位以挑戰者之姿獲得全市最高票者。
黃健豪被視為盧秀燕子弟兵，亦被視為連勝文人馬。

## 生平
黃健豪的外公是隨著中華民國政府撤退來台的空軍。黃健豪於高中時對政治產生興趣，曾擔任台中一中學生會長，「真心相信當時的國民黨主席馬英九可以幫助這個國家」，並於大學時期加入了中國國民黨青年團。
他22 歲就被提拔為國民黨青年團總團長，更以交流為名義，赴中國與時任國台辦主任的中國外交部長王毅見面。

## 從政

### 競選黨職
2017年5月，以第一高票當選國民黨全國黨代表，隨後投入中央委員選舉，並獲得候補中央委員資格。
2017年，出任國民黨中央新媒體部主任兼發言人。

### 台中市議員(2018-2024年)
2018年，參選臺中市議員（北屯區），成功擠下民進黨的蔡雅玲，當選第三屆台中市議員。
2022年，成功連任臺中市議員（北屯區），為選區第三高票。

### 立法委員(2024年-)
2023年5月，獲得中國國民黨提名參選2024年立委選舉（北屯區、北區）。
2024年1月，以超過13萬票擊敗時任立委莊競程而當選。

### 面臨罷免(2025年)
在2025年初，他遭到當區選民提出罷免，罷免團體指出，他在立法院支持提高罷免門檻等多項爭議法案，這與部分選民的期待相悖。
罷免說明會期間，罷免團體嘅發言人廖金漳對黃健豪作出咗好多指控，包括縮短中配入籍年限、唔知道清泉崗有軍機、提高罷免門檻、支持簽署和平協議、胡亂凍刪民生預算、贊成憲訴法案修正、支持離島建設中資、取消TikTok嘅管制、反對財劃法覆議、收割其他人嘅政績、淡化兩岸主權條例、支持修改預算法、越權幫國軍加薪、2028無煤中火、立持國會延會、支持核電延役、凍刪國防預算、外島水域變內海。
罷免案期間，黃健豪曾經大曬自己申請育兒津貼的照片，對比他先前提案凍刪相關育嬰經費，遭網友猛酸「自己的補助自己刪」。
另外，罷免團體的財政狀況一度受到外界一些關注，黃健豪甚至質疑罷免團體當中是否有人藉機成立企業社斂財，但罷團的主要負責人就澄清，說他成立企業社就是專門為罷團販售小物成立的企業帳戶，罷免走到尾聲，企業社就申請歇業，但帳戶都還在，他也沒有碰帳戶裡面的錢。
黃健豪獲台中市長盧秀燕、南投縣長許淑華陪同下宣傳支持反罷免。

## 政治立場
黃健豪立場親中國共產黨，主張兩岸統一。曾和中國媒體表示，要通過教改和傳媒，加快兩岸認同，奠定兩岸和平統一的基礎。

## 爭議

### 國會擴權法案爭議期間言論爭議，被指控重傷害、殺人未遂
2024年5月，立法院因職權修法爭議，民進黨立委紛紛以場外青鳥運動的人數，呼籲藍白懸崖勒馬。不過，黃健豪卻直播上形容民進黨立委用青鳥運動人數恐嚇大家，並且不時和其他國民黨立法委員訕笑揶揄，進一步引發民進黨支持者不滿。
另外，立法院發生肢體衝突，攻防過程中，民進黨立委沈伯洋、邱志偉、郭國文試圖突破國民黨組成人牆時，卻遭紛紛推落主席台。邱志偉指控遭廖偉翔、邱鎮軍與黃健豪從高處推落至主席台，又被謝龍介拉扯，因而頭部後側著地。台大醫院診斷為頭部外傷腦震盪、頸部鈍挫傷，邱志偉表示將對邱鎮軍、謝龍介、廖偉翔與黃健豪等人提出殺人未遂以及重傷害告訴。

### 刪凍預算與育兒津貼
2025年3月，黃建豪被指控在立法院審年度預算時，提案凍結勞動部「彈性育嬰留職停薪」預算，卻在台中市北屯區公所申請育兒津貼。對此，黃建豪表示凍刪提案已經撤回，並未經過表決，衛福部與勞動部亦證實相關經費未遭任何凍刪，然而，其提案行為仍受到部分民眾批評。

### 性騷擾賴佳微爭議
黃健豪曾被前民進黨議員賴佳微指控，與時任議員、台中市立委羅廷瑋，是一同性騷擾、霸凌她時的最佳夥伴。常在攻防時利用左右夾擠的方式，將她控制在兩人中間。

### 台中清泉崗機場質詢言論爭議
2025年4月，質詢交通部長有關台中國際機場跑道維護問題時，黃健豪稱不知道該機場至今仍有軍機起降，為國防部負責維護的軍民混用機場，被認為缺乏在地常識，黃健豪對此公開致歉。

### 《離島建設條例》爭議
2024年2月，中國以在金門翻覆的「三無船」為由，否認等於台灣領海的「禁限制水域」。中國國民黨立委陳永康提案修法，主張金馬水域執法事項，應由海委會、陸委會與中國協議，遭一些台派人士批評「矮化金馬主權」、自行讓步讓中國侵門踏戶，黃健豪也是連署人之一。
另外，國民黨離島立委陳雪生、陳玉珍提出的《離島建設條例》，直接為中國開 4 道門：中資可投標、中國勞工可來台工作、貨船無視禁制區、台灣廠商得標也能引入中國廠商及人員，被一些台派人士稱為台版一帶一路，將替中國滲透大開綠燈，黃健豪也參與連署。

## 選舉紀錄
| 年度 | 選舉屆數             | 選舉區           | 所屬政黨   | 得票數  | 得票率 | 當選標記 | 備註 |
| ---- | -------------------- | ---------------- | ---------- | ------- | ------ | -------- | ---- |
| 2018 | 第三屆臺中市議員選舉 | 臺中市第八選舉區 | 中國國民黨 | 11,915  | 8.80%  |          |      |
| 2022 | 第四屆臺中市議員選舉 | 臺中市第八選舉區 | 中國國民黨 | 16,657  | 12.90% |          |      |
| 2024 | 第十一屆立法委員選舉 | 臺中市第五選舉區 | 中國國民黨 | 134,706 | 51.55% |          |      |